# Skra Częstochowa
Skra Częstochowa is een voetbalclub uit de stad Częstochowa in Polen. 

## Geschiedenis
De club werd opgericht in 1926. Na de Tweede Wereldoorlog speelde de club in 1946 en 1947 in de hoogste klasse. Daarna speelde de club nog van 1949 tot 1952 in de tweede klasse. Hierna verzeilde de club voor vele jaren in de lagere reeksen van het Poolse voetbal. In 2021 slaagde de club erin om opnieuw te promoveren naar de tweede klasse. De club speelt in de schaduw van stadsrivaal Raków Częstochowa, hoewel deze club ook lange tijd in de lagere reeksen speelde. In 2023 degradeerde Skra uit de tweede klasse terwijl Raków landskampioen werd. 

## Naamswijzigingen
- 1926 – Robotniczy Klub Sportowy (RKS) Skra Częstochowa
- 1950 – Ogniwo Częstochowa
- 1954 – Sparta Częstochowa
- 1955 – Skra Częstochowa
- 1974 – Międzyzakładowy Robotniczy Klub Sportowy (MRKS) Skra Barbara Częstochowa
- 1978 – MRKS Skra Komobex Częstochowa
- 1983 – MRKS Skra Częstochowa
- 2006 – Klub Sportowy (KS) Skra Częstochowa